# Mary Beth Peil
Mary Beth Peil (Davenport, Iowa, 25 de junio de 1940) es una actriz y cantante estadounidense. 

## Primeros años
Peil (se pronuncia peel) nació en 1940 en Davenport, Iowa. Se formó como cantante de ópera en la Universidad del Noroeste con Lotte Lehmann. Allí se convirtió en miembro de la hermandad Gamma Phi Beta. En 1964 ganó las Audiciones Internacionales de Jóvenes Concertistas y las Audiciones del Consejo Nacional de Ópera Metropolitana.

## Carrera
Durante la década de 1960, Peil realizó una gira con la compañía de ópera de Boris Goldovsky y la compañía nacional de la Ópera Metropolitana cantando papeles como Susanna en Mozart y Las bodas de Fígaro de da Ponte. También cantó con la Ópera de Nueva York.
En 1971, originó el papel de Alma en la ópera Summer and Smoke, basada en una obra de Tennessee Williams, y lo representó de nuevo cuando fue transmitida por televisión en 1982 (basada en una actuación de 1980).
Peil fue persuadida de tomar un papel en Kiss Me, Kate y pronto se encontró en Broadway. En mayo de 1983 fue elegida en una gira nacional como la duodécima y última Anna Leonowens frente al monarca de Siam de Yul Brynner en un renacimiento de The King and I. La producción recorrió los Estados Unidos, cerrando en Broadway poco antes de la muerte de Brynner en 1985. Peil fue nominado para el Premio Tony 1985 a la Mejor Interpretación por una Actriz Destacada en un Musical. Protagonizó en 1987 el musical de Off-Broadway Birds of Paradise.
Hizo su debut cinematográfico en 1992 en Jersey Girl. Apareció en la televisión Law & Order en 1994. Peil ganó un premio Obie en 1995 por su trabajo en tres obras no musicales, The Naked Truth, Missing Persons y A Cheever Evening.
En 1996 y 1997, Peil realizó una gira en la obra de A. R. Gurney, Sylvia con Charles Kimbrough y Stephanie Zimbalist. Ella interpretó a la evangelista Aimee Semple McPherson en 1998 en un renacimiento Off-Broadway de la revista Irving Berlin - Moss Hart, As Thousands Cheer.
Entre 1998 y 2003, Peil fue presentada a un público más amplio a través de su papel como Evelyn 'Grams' Ryan en el drama televisivo para adolescentes Dawson's Creek. Junto a las cuatro estrellas jóvenes principales de ese espectáculo, fue la única actriz que apareció como regular acreditada a lo largo de las seis temporadas del espectáculo, apareciendo en 74 de los 128 episodios.
Peil fue el interés amoroso de Félix, interpretado por Jack Lemmon, en la comedia de 1999 The Odd Couple II.
En mayo de 1999, Peil apareció en la producción del Teatro del Repertorio de Yale de la obra Noël Coward Hay Fever. Interpretó a la mujer mendiga en Sweeney Todd en el Kennedy Center en 2002 y en la primavera de 2003 interpretó a la madre del personaje de Antonio Banderas en un renacimiento del musical Nine en Broadway. En el invierno de 2003, apareció de nuevo Off-Broadway, protagonizando en Frame 312, la obra de Keith Reddin sobre el asesinato de Kennedy. En 2008 apareció como la Vieja Dama y Blair Daniels en el Roundabout Theatre Broadway, el renacimiento del musical Sunday in the Park with George de Stephen Sondheim.
Peil retrató a la madre de Nancy Reagan, la actriz Edith Luckett, en la película Showtime The Reagans (2003). También apareció en el thriller Mirrors (2008), rodado en Rumanía. De 2009 a 2016, interpretó a Jackie Florrick, la madre del personaje de Chris Noth, en el drama de la CBS The Good Wife.
A partir de octubre de 2010 apareció en el elenco original de Broadway del Lincoln Center Theater con la producción del musical Women on the Verge of a Nervous Breakdown (Mujeres al borde de una crisis nerviosa), que se basa en la película del mismo nombre. El espectáculo tuvo una duración limitada hasta enero de 2011. Peil apareció en Follies on Broadway de Stephen Sondheim en el papel de Solange LaFitte, junto a Bernadette Peters y Elaine Paige, a partir de agosto de 2011. En marzo de 2012, apareció como Erica Morini en la obra off-Broadway de Willy Holtzman The Morini Strad sobre el violinista de concierto.
Peil se unió al elenco del musical Anastasia interpretando a la emperatriz viuda Maria Feodorovna, la abuela de la Gran Duquesa Anastasia. Basada en la película de animación de 1997, Anastasia tiene música y letras de Lynn Ahrens y Stephen Flaherty y un libro de Terrence McNally. El musical comenzó como un taller en 2015, luego tuvo pruebas fuera de la ciudad en Hartford, CT en 2016 antes de que finalmente se estrenara en Broadway en 2017. Peil fue nominada para un Tony Award, un Drama Desk Award y un Outer Critics Circle Award como Mejor Actriz Destacada en un Musical por su papel.

## Filmografía

### Cine
| Año  | Título                          | Papel                     | Notas        |
| ---- | ------------------------------- | ------------------------- | ------------ |
| 1992 | Jersey Girl                     | Day Care Center Teacher   |              |
| 1995 | Reckless                        | Bartender                 |              |
| 1995 | Comfortably Numb                | Emily Best                |              |
| 1998 | Number One                      | Lana                      | Cortometraje |
| 1999 | The Odd Couple II               | Felice                    |              |
| 1999 | Advice from a Caterpillar       | Homeless Woman            |              |
| 2004 | The Stepford Wives              | Helen Devlin              |              |
| 2006 | Shortbus                        | Ann                       |              |
| 2006 | The Caretakers                  | Olivia                    | Cortometraje |
| 2006 | Flags of Our Fathers            | Mrs. Bradley              |              |
| 2007 | The List                        | Daisy Stokes              |              |
| 2008 | Old Days                        | Lillian                   | Cortometraje |
| 2008 | Mirrors                         | Anna Esseker              |              |
| 2010 | The Locksmith                   | Celine                    |              |
| 2011 | Small, Beautifully Moving Parts | Marjorie Sparks           |              |
| 2012 | Maladies                        | Blind Woman               |              |
| 2013 | Contest                         | "Gran" Angela Maria Tucci |              |
| 2016 | Collateral Beauty               | Whit's Mother             |              |
| 2017 | Song of Sway Lake               | Charlie Sway              |              |
| 2018 | Best Day of My Life             |                           |              |

### Televisión
| Año       | Título                            | Papel               | Notas                                      |
| --------- | --------------------------------- | ------------------- | ------------------------------------------ |
| 1994      | Law & Order                       | Dr. Emma Hiltz      | Episodio: "Family Values"                  |
| 1998–2003 | Dawson's Creek                    | Evelyn "Grams" Ryan | 66 episodios                               |
| 2001      | The Job                           | Mrs. Peg Bermance   | Episodio: "Massage"                        |
| 2003      | The Reagans                       | Edith Davis         | Película de televisión                     |
| 2005      | Law & Order: Special Victims Unit | Deb Boyd            | Episodio: "Alien"                          |
| 2009–2016 | The Good Wife                     | Jackie Florrick     | 49 episodios                               |
| 2009      | Fringe                            | Jessica Warren      | Episodio: "The No-Brainer"                 |
| 2012      | Submissions Only                  | Beverly Wilcox      | Episodio: "The Growing Interconnectedness" |
| 2019      | The Village                       | Gwendolina Ferrari  | 5 Episodios                                |
| 2020      | Katy Keene                        | Loretta Lacy        | 4 Episodios                                |
| 2021      | Halston                           | Martha Graham       | 2 Episodios                                |

### Teatro
| Año        | Título                                    | Papel                          | Notas |
| ---------- | ----------------------------------------- | ------------------------------ | --- |
| 1985       | The King and I                            | Anna Leonowens                 | Nominada al Premio Tony a la Mejor Actriz Destacada en un Musical |
| 2003       | Nine                                      | La madre de Guido              | |
| 2008       | Sunday in the Park with George            | Vieja Dama / Blair Daniels     | |
| 2010–11    | Women on the Verge of a Nervous Breakdown | El conserje de Pepa            | |
| 2011–12    | Follies                                   | Solange LaFitte                | |
| 2015       | The Visit                                 | Matilde Schell                 | |
| 2016, 2017 | Anastasia                                 | La emperatriz María Feodorovna | Nominado - Premio del Círculo de la Crítica de Connecticut por Mejor Actriz Destacada en un Musical Nominado - Premio Tony Nominado a la Mejor Actriz Destacada en un Musical |
| 2016–17    | Les Liaisons Dangereuses                  | Madame de Rosemonde            | |